# Amoreira, Parada e Cabreira
Amoreira, Parada e Cabreira (llamada oficialmente União das Freguesias de Amoreira, Parada e Cabreira) es una freguesia portuguesa del municipio de Almeida, distrito de Guarda.

## Historia
Fue creada el 28 de enero de 2013 en aplicación de una resolución de la Asamblea de la República de Portugal promulgada el 16 de enero de 2013 con la unión de las freguesias de Amoreira, Cabreira y Parada, pasando su sede a estar situada en la antigua freguesia de Amoreira.

## Demografía
| Gráfica de evolución demográfica de Amoreira, Parada e Cabreira entre 2011 y 2021 |
|                                                                                   |
| Datos según el nomenclátor publicado por el INE portugués.                        |